# Río Aguanaz
El Aguanaz es un curso fluvial de 15,2 kilómetros de longitud que discurre íntegramente por Cantabria (España). Nace en Fuente Aguanaz, un paraje situado cerca del barrio de Hornedo (Entrambasaguas) y se une al Miera en Villaverde de Pontones (Ribamontán al Monte). Forma parte del LIC Río Miera. 

## Curso
En el lugar de su nacimiento se encuentra el centro de interpretación del agua y del río Aguanaz, formado por varios paneles. También se erigen allí las edificaciones de la antigua estación de bombeo de aguas, sin uso en la actualidad. En Hoznayo se sitúa la Fuente del Francés. Se trata de unos manantiales de aguas curativas que, según se suele decir, fueron descubiertos por un eclesiástico galo que escapaba de su país tras la Revolución francesa. A finales de los años 1870, Gerardo Cagigal creó un balneario en ese lugar, y posteriormente se fundaría la empresa embotelladora Aguas de Hoznayo, que cerró en la década de los 80 del siglo XX. Actualmente siguen existiendo las edificaciones tanto del balneario como de la planta de embotellado. 
A la altura de Villaverde de Pontones se une al río Miera, que a través de la ría de Cubas llega a la bahía de Santander. A lo largo del trazado del Aguanaz se construyeron varios molinos harineros, algunos de los cuales se conservan con otros usos.